# Bajka (obraz El Greca)
Bajka (Alegoria z chłopcem zapalającym świeczkę w towarzystwie głupca i małpy lub Scena rodzajowa; hiszp. La fábula) – obraz hiszpańskiego malarza pochodzenia greckiego Dominikosa Theotokopulosa, znanego jako El Greco.

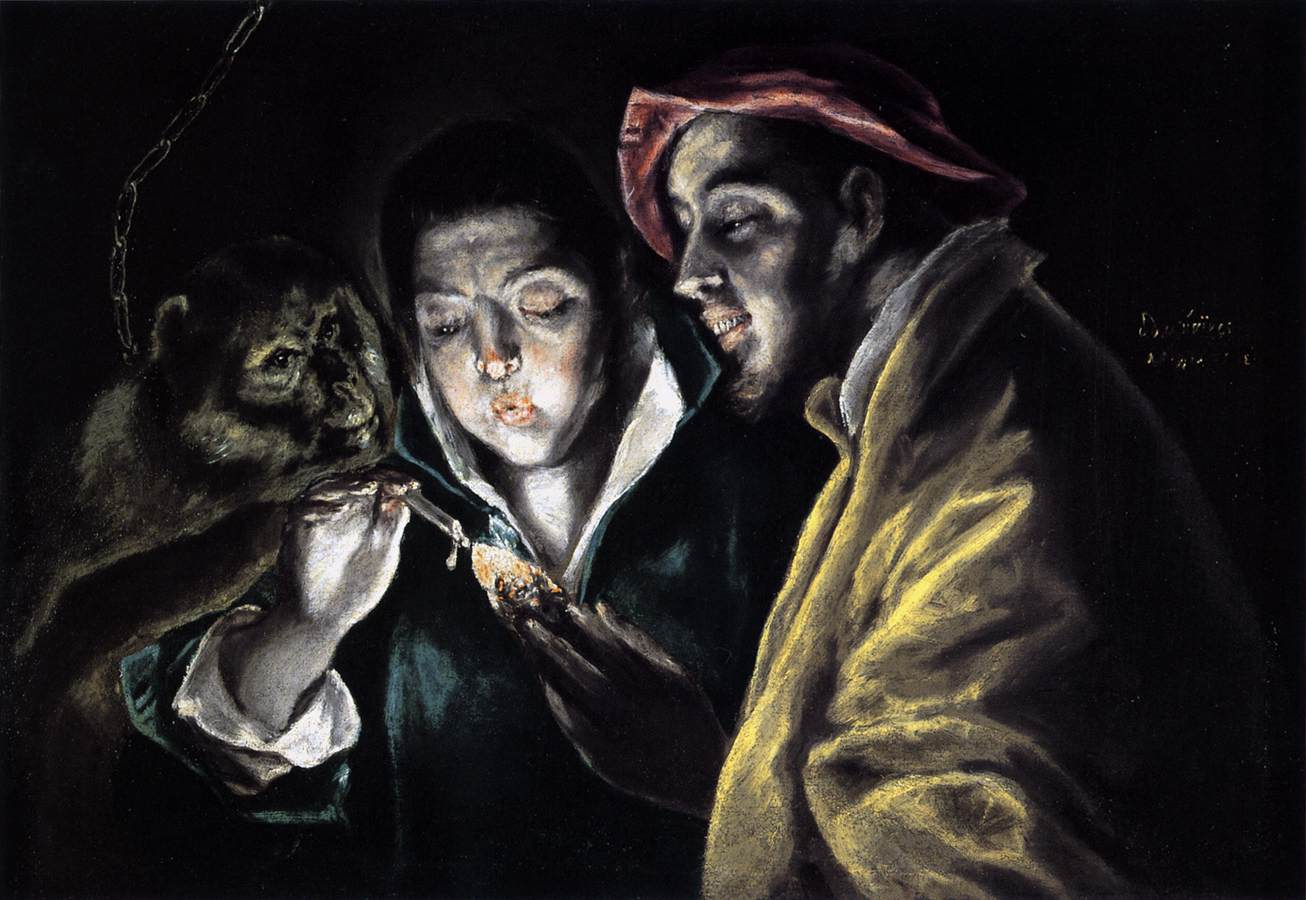
Bajka
1577-1578,
65 × 90 cm
Harewood House

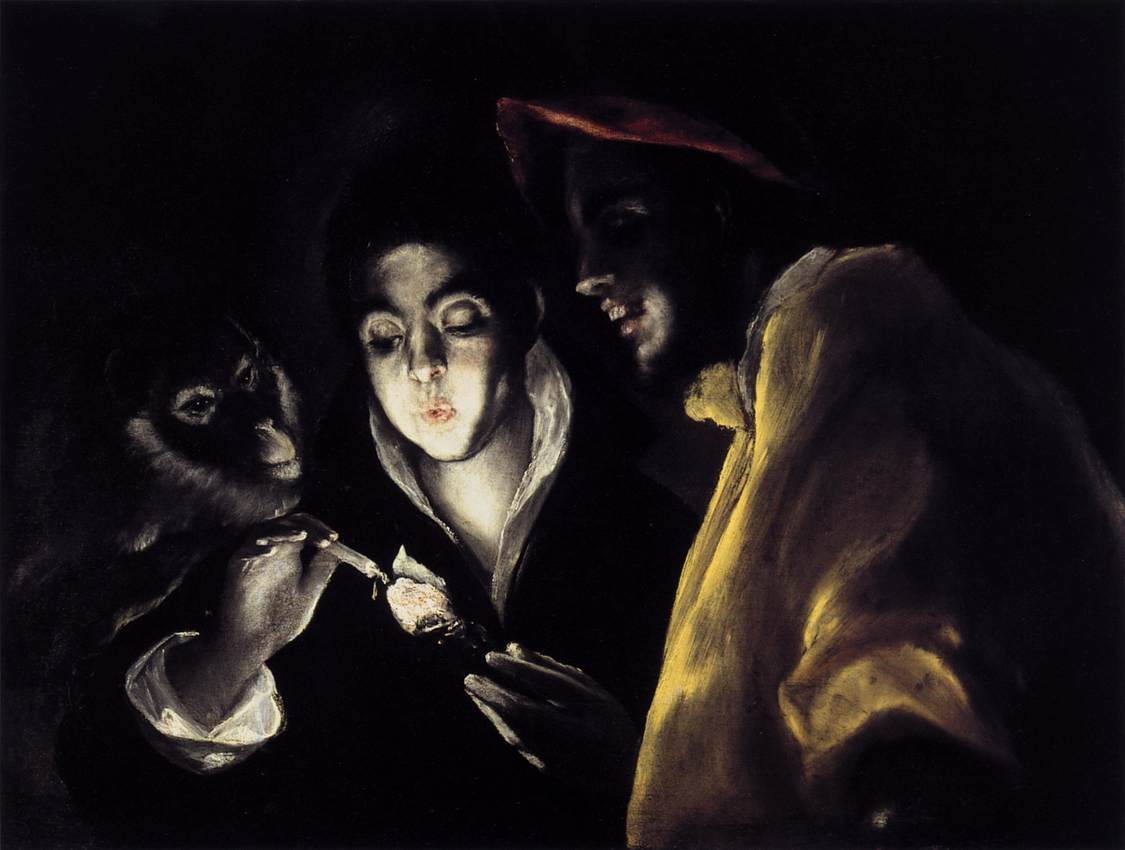
Bajka
(1585-1590),
67,3 × 88,6 cm,
National Gallery of Scotland

## Geneza
Podczas pobytu w Rzymie na początku lat 70. XVI wieku El Greco stworzył pierwszą wersję chłopca zapalającego świecę zwaną El soplón. Motyw ten był często wykorzystywany przez malarzy szkoły weneckiej, ale zwykle ukazywano go jako drugorzędny epizod. Pojawiał się m.in. w dziełach Tycjana, Correggia czy Jacopa Bassano. El Greco również z niego korzystał, ale jako pierwszy wydzielił ten motyw jako osobny temat obrazu rodzajowego. Według teorii Jana Białostockiego inspiracją dla El Greca mógł być zawarty w Historii naturalnej (XXXIV,79) opis Pliniusza, który przedstawiał rzeźbę Lyciusa jako: „Chłopca rozdmuchującego gasnący obiad”. W 1575 roku ponowił temat dodając do kompozycji dwie kolejne postacie tworząc w ten sposób jeden z pierwszych i nielicznych obrazów rodzajowych jakie namalował.

## Opis obrazu i interpretacje
W centralnej części obrazu znajduje się postać dmuchająca na ogień, niewątpliwie zaczerpnięta z Chłopca zapalającego świecę. Obok niej stoi inna postać w żółtej kurtce i czerwonym berecie oraz przykuta łańcuchem małpka, wynurzająca się z ciemności i zaglądająca chłopcu przez ramię. Postacie przedstawione są w dużym przybliżeniu z zastosowaniem niskiego punktu obserwacyjnego zwanego we włoskiej sztuce sotto in sú.
Początkowo kompozycje interpretowano jako alegorię z moralizatorskim przesłaniem. Hiszpański historyk sztuki Manuel Cossío, który jako pierwszy w 1908 roku sporządził chronologię dzieł El Greca wraz z wnikliwą analizą, wyraził pogląd, iż scena w XIX wieku ilustrowała hiszpańskie przysłowie: El hombre es el fuego, la mujer es la estopa, luego viene el diablo y le sopla (w wolnym tłumaczeniu: Mężczyzna to ogień, kobieta to targan, przychodzi diabeł i dmucha). W tym przypadku małpa reprezentuje diabła, a środkowa postać kobietę. Obecnie zgodnie uważa się, iż centralną postacią jest chłopiec jednakże opis towarzyszący innej wersji z kolekcji Conte de Monterrey z 1653 roku przedstawiał ją jako kobietę: Obraz kobiety dmuchającą na ogień z dwoma postaciami autorstwa Greka, mały. Według części historyków scena miała być ostrzeżeniem przed niebezpieczeństwem podtrzymywania płomienia pożądania lub płomienia niezgody.
Alternatywna interpretacja mówi o krótkotrwałej naturze płomienia i ognia: obraz może być rozumiany jako vanitas, alegoria próżności mająca na celu zwrócenie uwagi na przejściowy charakter życia ludzkiego, które nie powinno być marnowane na zaspakajanie podstawowych namiętności (reprezentowanych przez małpę) czy trywialne przyjemności (uśmiechnięty mężczyzna) ponieważ młodość szybko przemija (chłopiec w centrum).
Istnieje również inna interpretacja niemająca nic wspólnego z moralizatorskim przesłaniem. Wiąże się z wcześniejszym obrazem Chłopiec zapalający świecę, pojedynczym portretem chłopca. W późniejszej wersji El Greco jedynie dodał kolejne postacie, przy czym obecność małpy może być aluzją do łacińskiej maksymy Ars simia naturae (sztuka małpująca naturę); małpa może naśladować człowieka, ale jest w tym podobna do chłopca zapalającego świeczkę.
Do Muzeum Prado obraz trafił w 1993 roku. Wcześniej znajdował się w kolekcji V.von Watz(s)dorf z Rio de Janeiro, który zakupił go w 1927 roku w Londynie. Niektóre źródła podają, iż wcześniej znajdował się w kolekcji świętego Juana de Ribery, arcybiskupa Walencji; obraz został wymieniony w inwentarzu jego zbiorów w 1611 roku. Opis dzieła odpowiadał pracy El Greca: Ukazane tam dwie postacie i małpa, które są oświetlone i dmuchają na świecę. Według zapisu mierzył 2½ na 4 piędzi (52,5 × 84 cm) co jednak nie zgadza się z wymiarami obrazu z Prado.

## Inne wersje
Historycy sztuki tacy jak Cossío, Wethey czy Gudiol zgodnie wymieniają trzy różne wersje tego obrazu. Poza tą z Prado istnieją wersje z Harewood House Tust i National Gallery of Scotland. Obie wersje namalowane zostały z większej odległości, z dużo większą oszczędnością barwy oraz większym naciskiem na efekty świetlne. Wersja szkocka, najstarsza, została wykonana z wyjątkową oszczędnością barwy; postacie otacza ciemność, a światło bijące od świecy oświetla jedynie ich twarze i to nie w całości. U mężczyzny widoczny jest jedynie uśmiech i blask odbijający się od żółtej peleryny, u małpy zaakcentowane są oczy i biały pysk. Dużą zmianą jest brak łańcucha do którego była przykuta. Zmiana widoczna jest również w przedstawieniu postaci centralnej; na każdej z kolejnej wersji jej twarz jest coraz bardziej smukła, szyja nie jest już opatulona czymś w rodzaju szalu, ale odkryta, jedynie twarz niezmiennie jest mocno oświetlona światłem bijącym od świecy. Wersja z Edynburga jako jedyna jest nie podpisana.

### Historia i datowanie
Harold Wethey datuje obraz z Harewood House Trust na okres zaraz po przybyciu malarza do Hiszpanii, głównie ze względu na podobieństwa do Wniebowzięcia Marii z kościoła Santo Domingo el Antiguo z Toledo, tj. na lata 1577–1578. David Davies ten sam obraz datuje na późne lata 1570. a Gudiol na lata 1587–1597. Obraz został nabyty w Hiszpanii przez brytyjskiego żołnierza we wczesnych latach XIX wieku. W 1905 roku dzieło znajdowało się w kolekcji J.L. Bensusana z Londynu, by w 1917 roku trafić do kolekcji Earl of Harewood. Obraz jest sygnowany w prawym rogu greckimi małymi literami (Domenikos Theotokopoulos made).